# Kunsthaus Graz

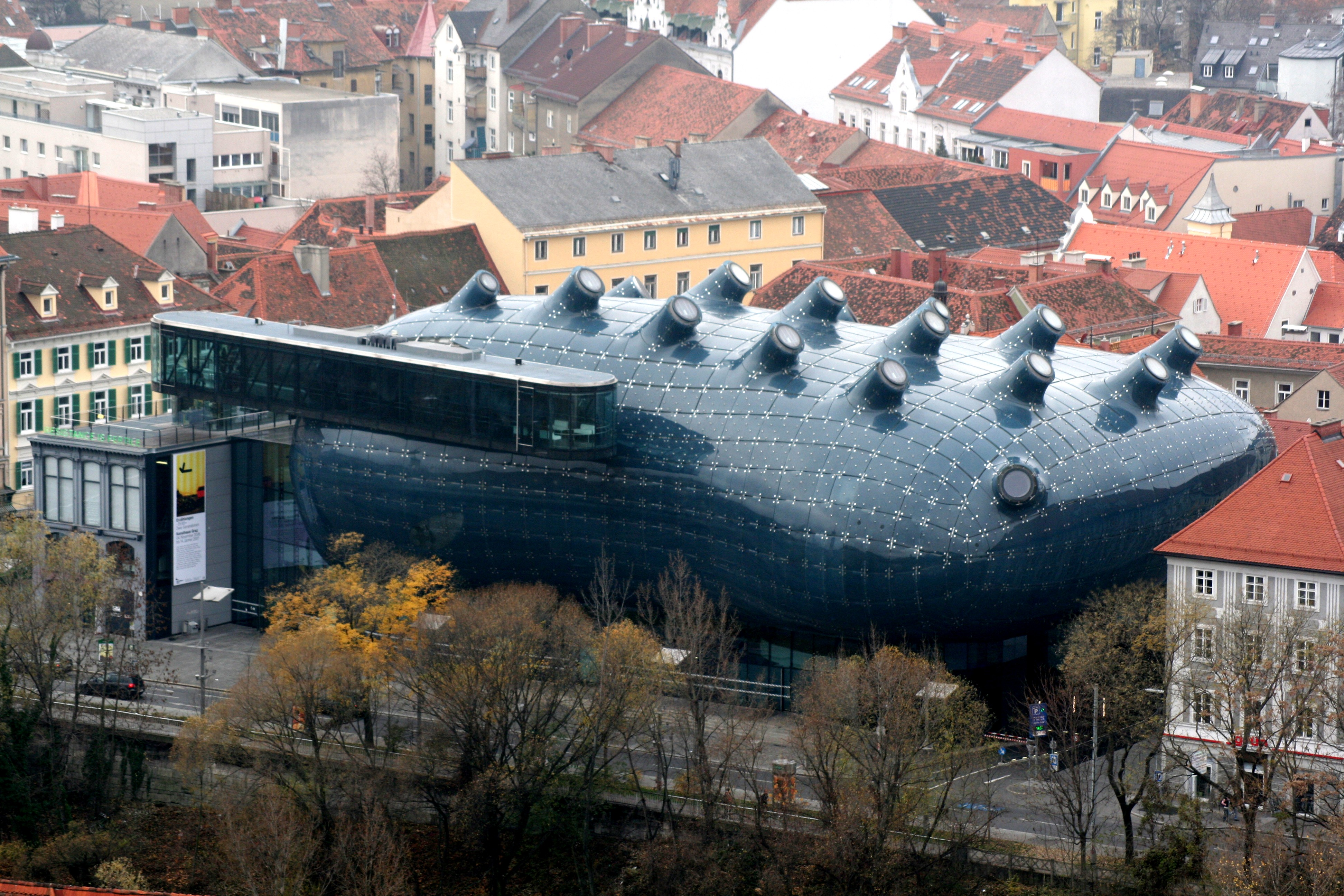
Kunsthaus Graz vom Uhrturm aus ONO (November 2006)

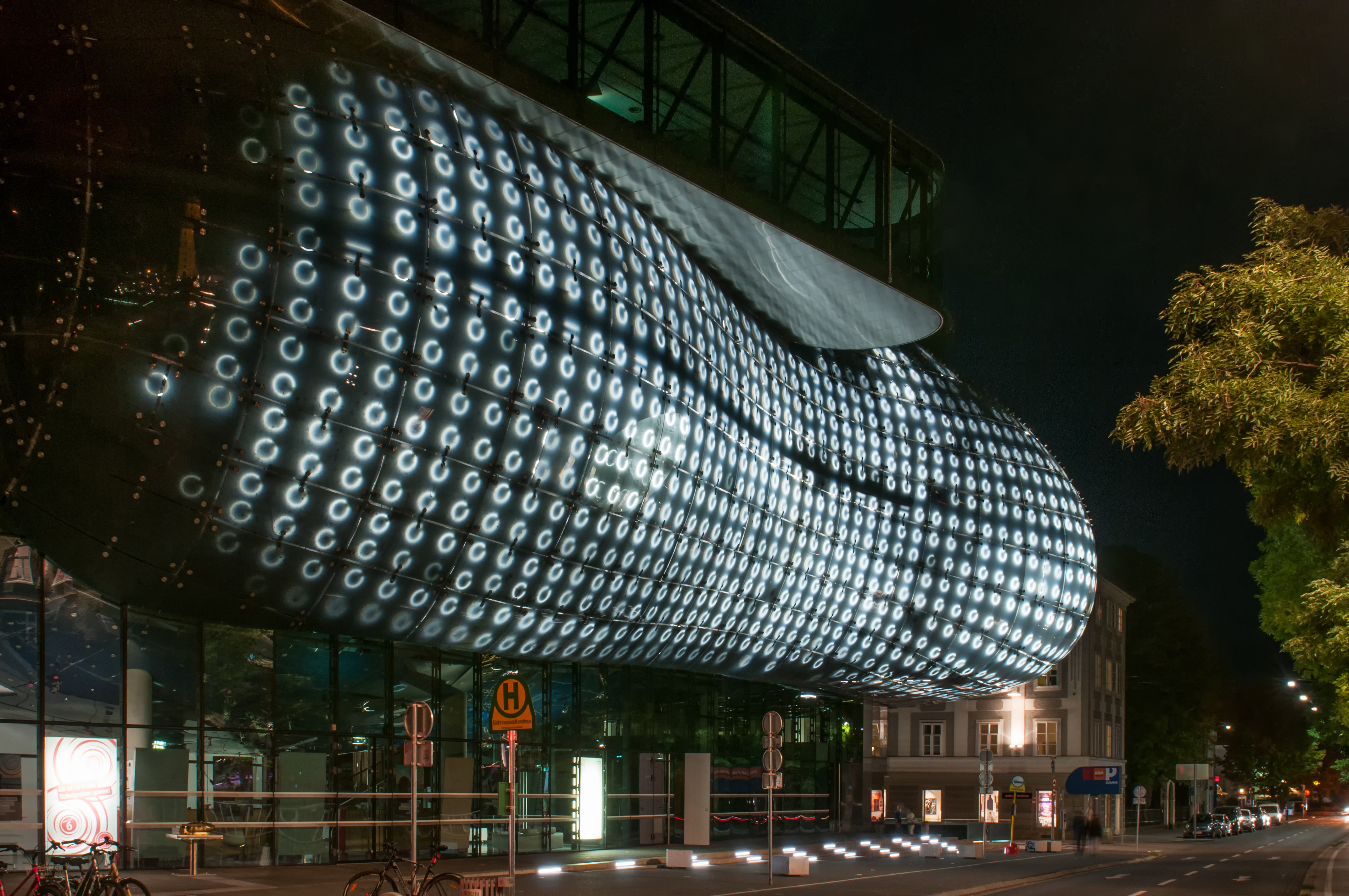
Nachtaufnahme aus SO (2016)

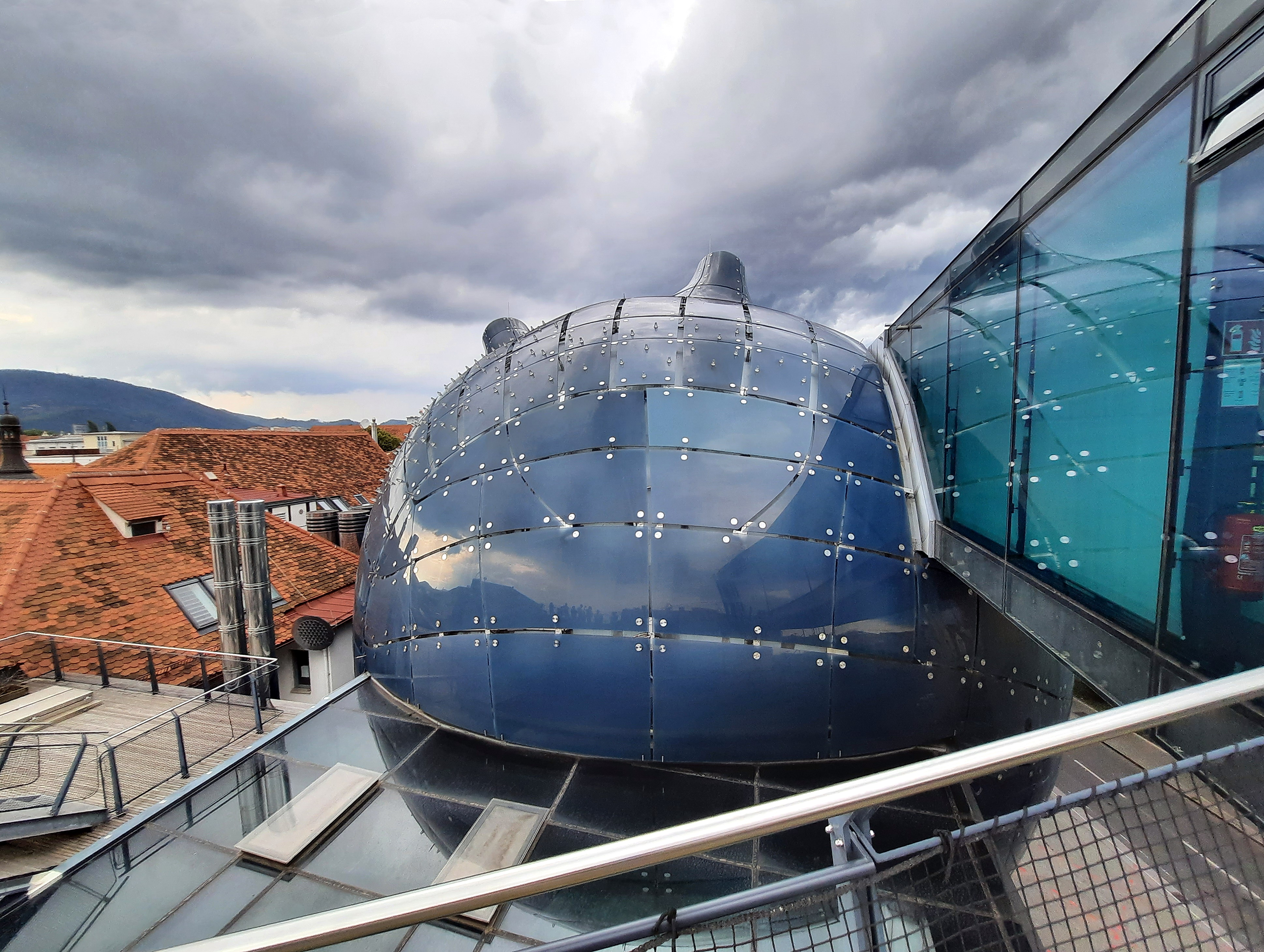
Kunsthaus Graz 02

Das Kunsthaus Graz wurde im Rahmen des Kulturhauptstadtjahres 2003 errichtet und gilt seither als neues architektonisches Wahrzeichen der Stadt Graz. Das Bauwerk, dessen Ausstellungsprogramm die zeitgenössische Kunst der letzten fünf Jahrzehnte umfasst, ist Teil des Universalmuseums Joanneum.

## Architektur
In seiner ungewöhnlichen Form unterscheidet es sich deutlich von anderen Ausstellungsgebäuden zeitgenössischer Kunst, die oftmals von der Idee des „White Cube“ bestimmt sind. Das Bauwerk – von seinen Schöpfern Peter Cook und Colin Fournier „Friendly Alien“ genannt – hebt sich in Form und Material durch seine biomorphen, runden Formen bewusst von der barocken Dachlandschaft mit ihren roten Ziegeldächern ab, schließt dabei aber an die Fassade des 1847 erbauten Eisernen Hauses an. Stilistisch ist das Kunsthaus Graz der Blob-Architektur zuzuordnen, deren pneumatische Anmutung durch die „Needle“ bedroht, konstruktiv aber tatsächlich durchbohrt wird.
15 Lichteinlass-Rüssel – nozzles – sind etwa 45° schräg nach oben und im Wesentlichen nach Norden, einige davon eher nach Nordwest, orientiert. Nur der 16. ist deutlich tiefer angesetzt und weist flacher genau auf den Uhrturm am Schlossberg – in eine Richtung etwas östlicher als Nordost.

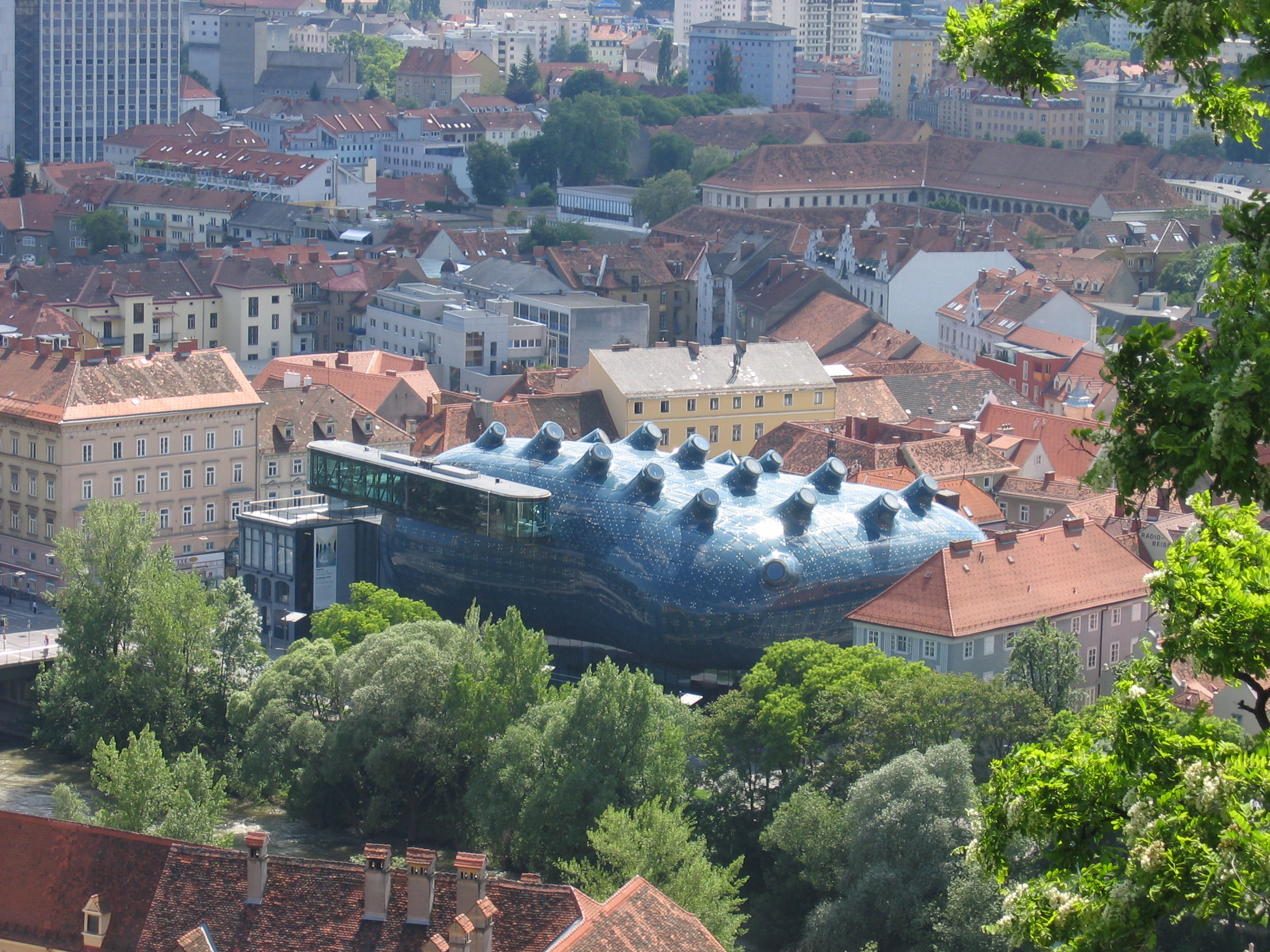
Kunsthaus Graz vom Schlossberg aus (2006)
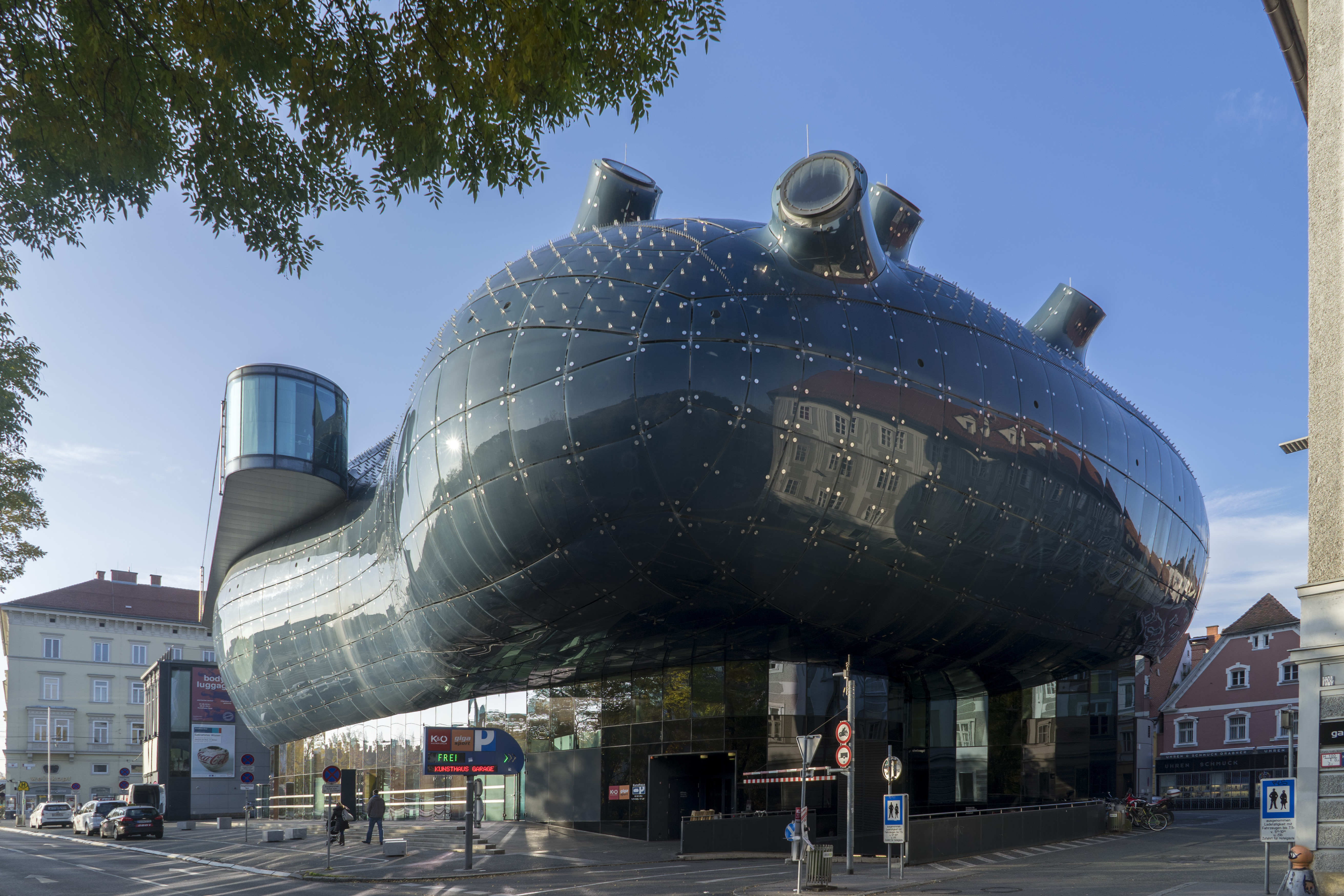
Blick vom NO, vom Lendkai-Radweg am rechten Murufer (2016)
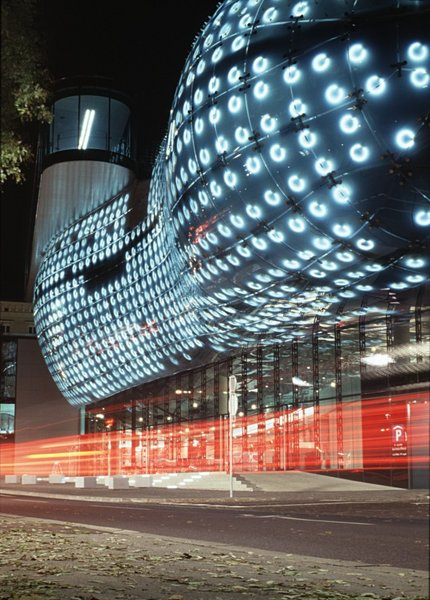
BIX Medienfassade, Pixel aus weißen Leuchtringen (2004)
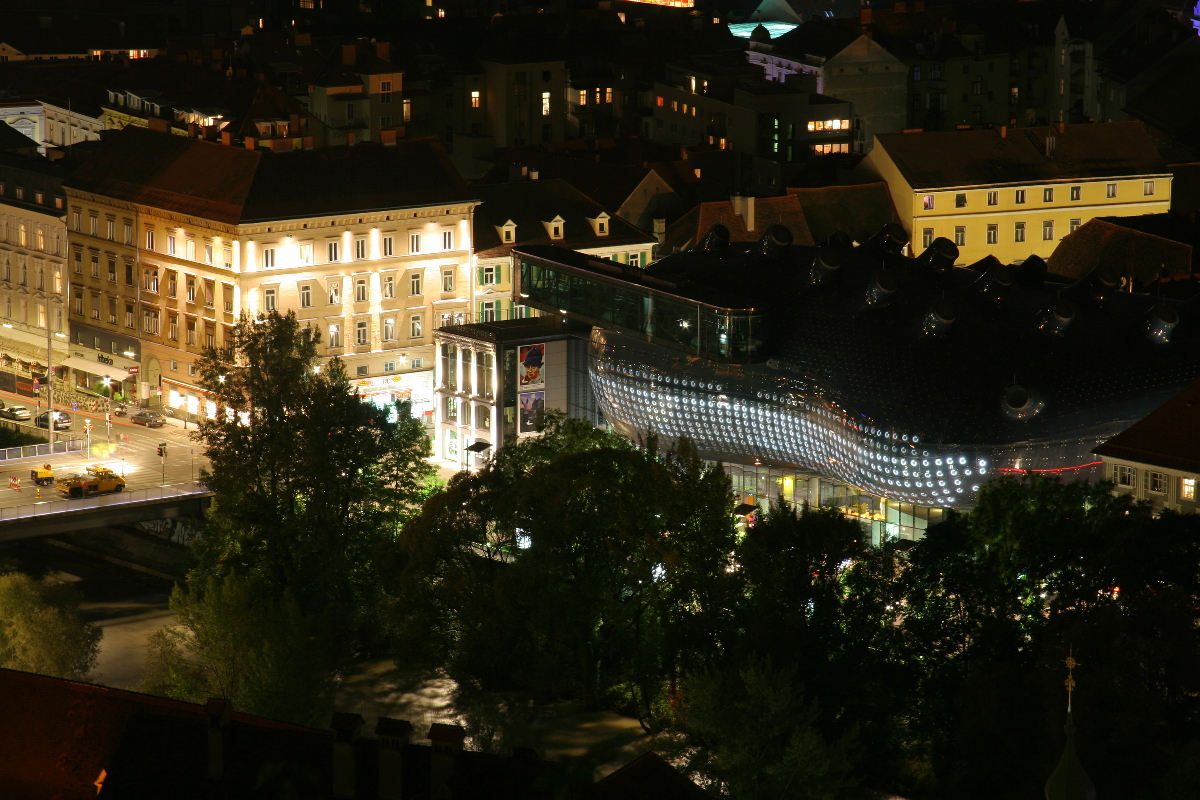
Blick vom Schlossberg auf das Kunsthaus Graz bei Nacht
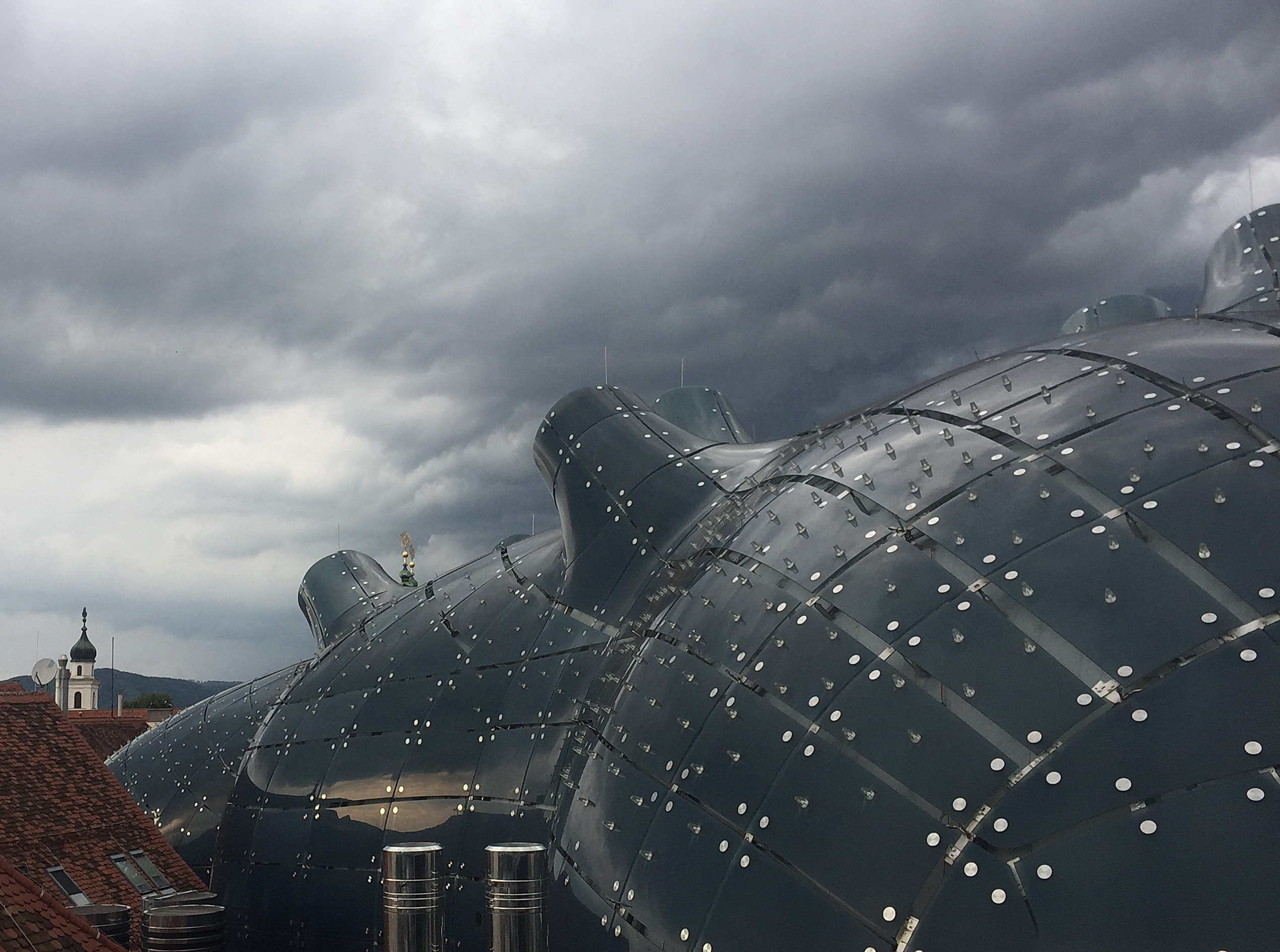
Kunsthaus Graz 01
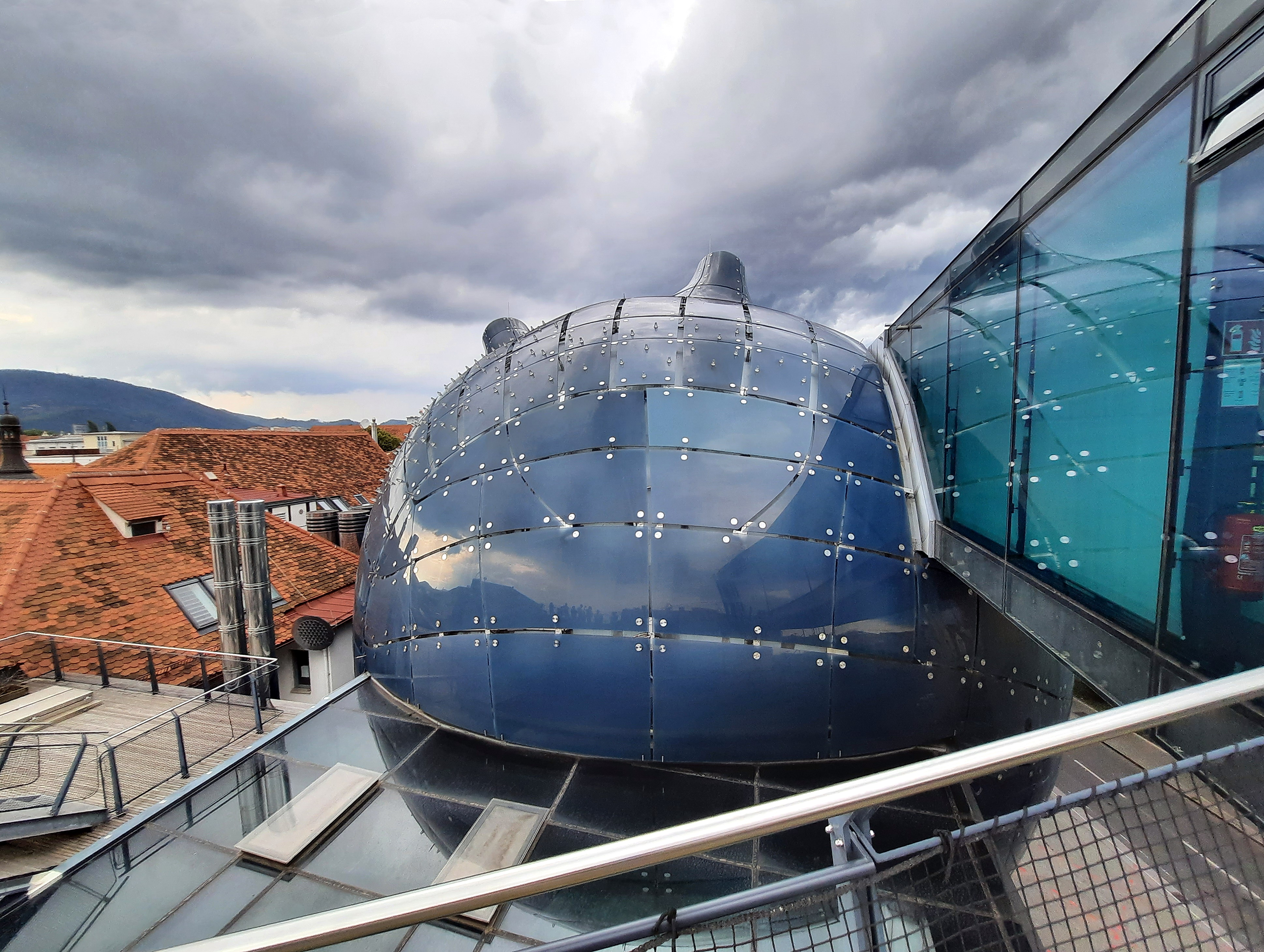
Kunsthaus Graz 02
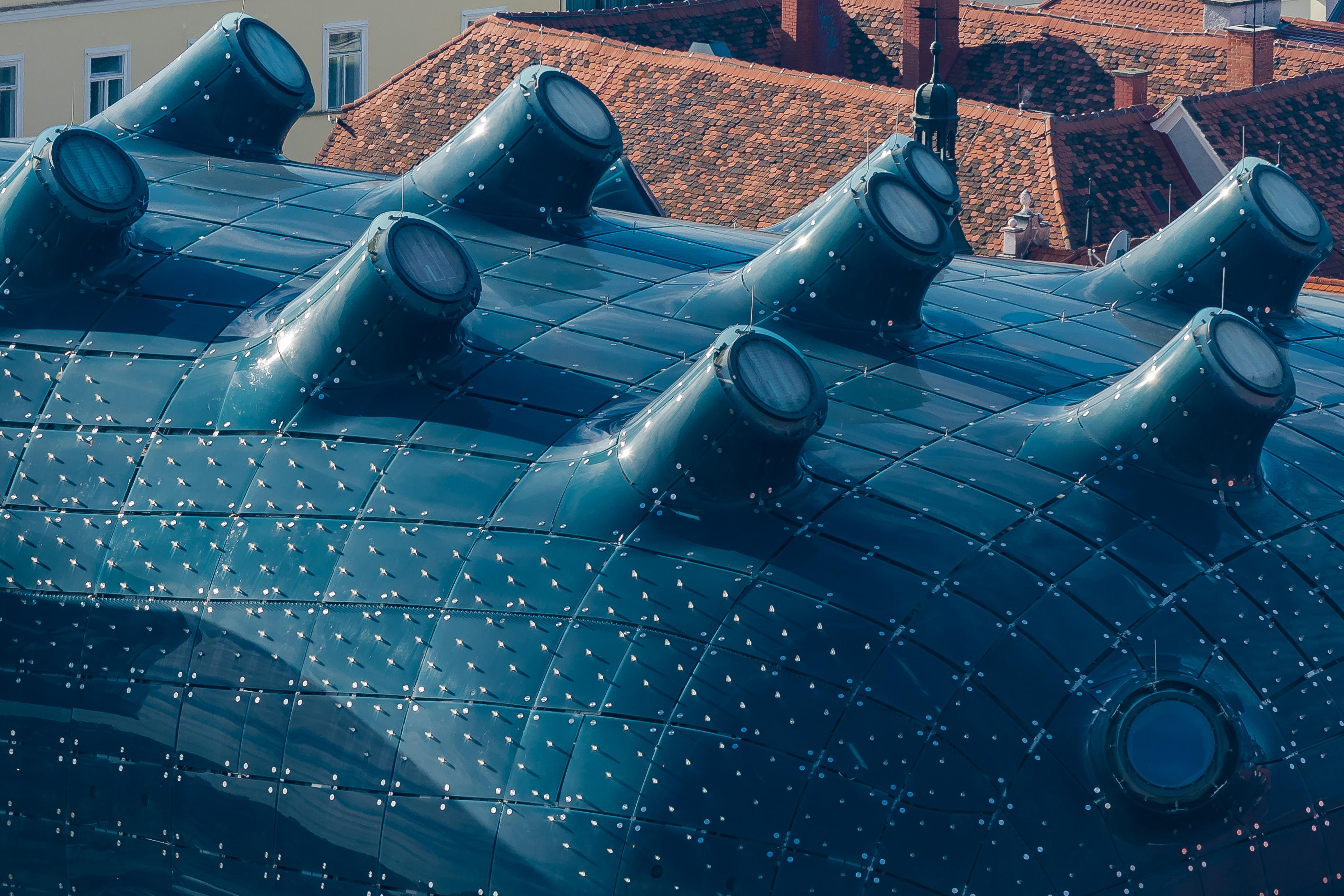
Dachkleid aus blau-transparentem Plexiglas, Schulterzone mit kleinen Kegelhöckern gegen Dachlawinen (2017)
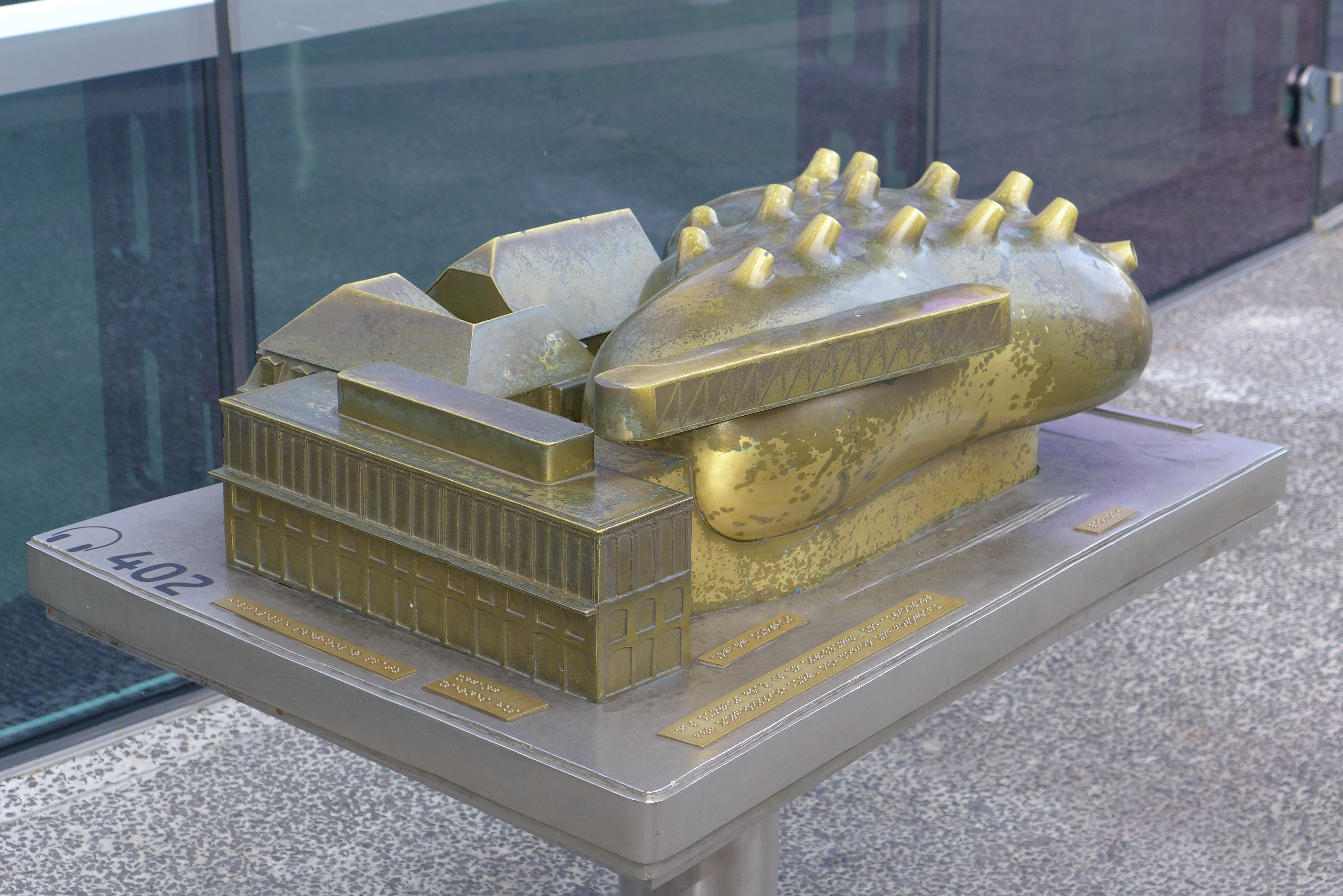
Kunsthaus-Miniatur beim Osteingang mit Brailleschrift-Information (2014)

## Konzept
Das Kunsthaus Graz ist als Institution für die Ausrichtung internationaler Ausstellungen multidisziplinärer, moderner und zeitgenössischer Kunst von den 1960er Jahren bis zur Gegenwart entwickelt worden. Es sammelt nicht, richtet keine Dauerausstellungen ein, verfügt über keine Dauerdepots und keine Forschungseinrichtungen. Es dient ausschließlich der Präsentation und Vermittlung zeitgenössischer künstlerischer Produktion.
Als Gründungsdirektor war Peter Pakesch für die Ausrichtung und das Programm des Kunsthauses zwischen der Eröffnung 2003 bis zum Ende seiner Intendanz im Universalmuseum Joanneum zuständig.
Von 2016 bis 2021 leitete Barbara Steiner das Kunsthaus. Anfang März 2022 wurde bekannt, dass mit 1. Jänner 2023 Andreja Hribernik für die folgenden fünf Jahre die Leitung übernehmen soll. Interimistisch wurde das Kunsthaus von Kuratorin Katrin Bucher Trantow geführt.

## „BIX“-Medienfassade
In einem Bereich der gewölbten Fassade des Kunsthauses sind Lichtelemente eingebaut, die die Außenhaut des Gebäudes als Bildschirm nutzbar machen. Die Planung und Umsetzung erfolgte in Zusammenarbeit mit den Künstlern/Architekten der Gruppe realities:united. „BIX“ – der Name der Fassade setzt sich aus den Wörtern „Big“ und „Pixel“ zusammen – hinterzieht die Acrylglashaut der Ostseite des Gebäudes in Richtung Mur und Innenstadt. Dieser überdimensionale Bildschirm dient, teils ausstellungsbegleitend, als zusätzliches Medium für Kunstprojekte, insbesondere zur Auseinandersetzung mit dem öffentlichen Raum.
Technisch besteht die BIX Medienfassade aus 930 handelsüblichen ringförmigen 40-Watt-Leuchtstoffröhren verteilt auf 900 m² Fläche. Die Leuchtkörper sind einzeln elektronisch stufenlos ansteuerbar und bilden als Ganzes einen großen Bildschirm für Bewegtbilder. Die grobe Auflösung und die begrenzte Einsehbarkeit der Randzonen der an den Rändern konkav gekrümmten Fläche beschränken die Nutzbarkeit. Noch vom 750 m entfernten Schlossbergplateau (aus 45° Horizontalwinkel) sind Präsentationen mit bewegtem oder wechselndem Bildinhalt, z. B. eine Laufschrift am etwa 60 m breiten und 15 m hohen Schirm ab der Dämmerung auffällig und gut sichtbar.

## Sonstiges
- 2004: Architekturpreis des Landes Steiermark

- Am 1. Mai 2011 verausgabte die Österreichische Post AG im Rahmen der Dauermarkenserie Kunsthäuser eine Briefmarke zu dem Objekt.

- Zum Jahr des zehnjährigen Jubiläums des Kunsthauses drehten Ingo J. Biermann, Fiene Scharp und Kai Miedendorp einen halbdokumentarischen Kurzfilm im und über das Gebäude. Der Film Astronaut's Ark wurde für die Ausstellung Kultur:Stadt konzipiert, die von März bis Juni 2013 in der Akademie der Künste (Berlin) und von Juli bis Oktober 2013 im Kunsthaus Graz stattfand.[3] Im Oktober 2013 wurde der Film, von dem eine fünfminütige Ausstellungsfassung und eine zehnminütige Kinofassung existieren, dann auch beim Architecture Film Festival in Rotterdam gezeigt.[4]